# (24680) Alleven
(24680) Alleven est un astéroïde de la ceinture principale.

## Description
(24680) Alleven est un astéroïde de la ceinture principale. Il fut découvert le 30 décembre 1989 à Siding Spring par Robert H. McNaught. Il présente une orbite caractérisée par un demi-grand axe de 2,28 UA, une excentricité de 0,10 et une inclinaison de 5,9° par rapport à l'écliptique.

## Compléments